# Fußball-Weltmeisterschaft 1994/Vereinigte Staaten
Dieser Artikel behandelt die US-amerikanische Nationalmannschaft bei der Fußball-Weltmeisterschaft 1994.

## Qualifikation
Als Gastgeber waren die Vereinigten Staaten automatisch qualifiziert.

## US-amerikanisches Aufgebot
| Nr.               | Name             | Verein vor WM-Beginn     | Geburtstag | Spiele   | Tore     | Gelbe Karte | Rote Karte |
| Torhüter          | Torhüter         | Torhüter                 | Torhüter   | Torhüter | Torhüter | Torhüter    | Torhüter   |
| ----------------- | ---------------- | ------------------------ | ---------- | -------- | -------- | ----------- | ---------- |
| 1                 | Tony Meola       | Fort Lauderdale Strikers | 21.02.1969 | 4        | 0        | 0           | 0          |
| 12                | Juergen Sommer   | Luton Town               | 27.02.1969 | 0        | 0        | 0           | 0          |
| 18                | Brad Friedel     | U.S. Soccer Federation   | 18.05.1971 | 0        | 0        | 0           | 0          |
| Abwehrspieler     |                  |                          |            |          |          |             |            |
| 2                 | Mike Lapper      | U.S. Soccer Federation   | 28.08.1970 | 0        | 0        | 0           | 0          |
| 3                 | Mike Burns       | U.S. Soccer Federation   | 14.09.1970 | 1        | 0        | 0           | 0          |
| 4                 | Cle Kooiman      | CD Cruz Azul             | 04.07.1963 | 1        | 0        | 0           | 0          |
| 5                 | Thomas Dooley    | U.S. Soccer Federation   | 12.05.1961 | 4        | 0        | 1           | 0          |
| 17                | Marcelo Balboa   | U.S. Soccer Federation   | 08.08.1967 | 4        | 0        | 1           | 0          |
| 21                | Fernando Clavijo | U.S. Soccer Federation   | 23.01.1956 | 3        | 0        | 1           | 1          |
| 22                | Alexi Lalas      | U.S. Soccer Federation   | 01.06.1970 | 4        | 0        | 1           | 0          |
| Mittelfeldspieler |                  |                          |            |          |          |             |            |
| 6                 | John Harkes      | Derby County             | 08.03.1967 | 3        | 0        | 2           | 0          |
| 7                 | Hugo Pérez       | U.S. Soccer Federation   | 08.11.1963 | 1        | 0        | 0           | 0          |
| 9                 | Tab Ramos        | Betis Sevilla            | 21.09.1966 | 4        | 0        | 1           | 0          |
| 13                | Cobi Jones       | U.S. Soccer Federation   | 16.06.1970 | 4        | 0        | 0           | 0          |
| 16                | Mike Sorber      | U.S. Soccer Federation   | 14.05.1971 | 4        | 0        | 0           | 0          |
| 19                | Claudio Reyna    | U.S. Soccer Federation   | 20.07.1973 | 0        | 0        | 0           | 0          |
| 20                | Paul Caligiuri   | U.S. Soccer Federation   | 09.03.1964 | 4        | 0        | 1           | 0          |
| Stürmer           |                  |                          |            |          |          |             |            |
| 8                 | Earnie Stewart   | Willem II Tilburg        | 28.03.1969 | 4        | 1        | 0           | 0          |
| 10                | Roy Wegerle      | Coventry City            | 19.03.1964 | 4        | 0        | 0           | 0          |
| 11                | Eric Wynalda     | 1. FC Saarbrücken        | 09.06.1969 | 4        | 1        | 0           | 0          |
| 14                | Frank Klopas     | U.S. Soccer Federation   | 01.09.1966 | 0        | 0        | 0           | 0          |
| 15                | Joe-Max Moore    | U.S. Soccer Federation   | 23.02.1971 | 0        | 0        | 0           | 0          |
| Trainer           |                  |                          |            |          |          |             |            |
|                   | Bora Milutinović |                          | 07.09.1944 |          |          |             |            |

## Spiele der US-amerikanischen Mannschaft

### Vorrunde
- Vereinigte Staaten –  Schweiz 1:1 (1:1)

Stadion: Pontiac Silverdome (Pontiac)
Zuschauer: 73.425
Schiedsrichter: Francisco Oscar Lamolina (Argentinien)
Tore: 0:1 Bregy (39.), 1:1 Wynalda (44.)
- Vereinigte Staaten –  Kolumbien 2:1 (1:0)

Stadion: Rose Bowl (Pasadena)
Zuschauer: 93.689
Schiedsrichter: Fabio Baldas (Italien)
Tore: 1:0 Escobar (35.) ET, 2:0 Stewart (52.), 2:1 Valencia (90.)
- Vereinigte Staaten –  Rumänien 0:1 (0:1)

Stadion: Rose Bowl (Pasadena)
Zuschauer: 93.869
Schiedsrichter: Mario van der Ende (Niederlande)
Tore: 0:1 Petrescu (18.)
In der Gruppe A stellte das vom großen Pelé persönlich in den Rang eines Geheimfavoriten gehobene Kolumbien die größte Enttäuschung dar. Trotz seiner Stars wie Valderrama, Asprilla, Rincon und dem damaligen Bayern-Stürmer Adolfo Valencia schied das Team in der Vorrunde aus. Die Schweiz, deren halbe Stammelf damals aus Bundesliga-Legionären bestand, verblüffte vor allem beim deutlichen Erfolg gegen Rumänien. Rumänien, um seinen Superstar Gheorghe Hagi, steckte die Schlappe schnell weg, schlug den Gastgeber und zog als Gruppensieger ins Achtelfinale ein. Die USA galten trotz ihres Heimvorteils bei vielen als krasser Außenseiter, aber sie straften ihre Kritiker Lügen. Besonders überzeugend dabei der Sieg über den klaren Favoriten aus Kolumbien, der durch ein Eigentor von Andrés Escobar zustande kam.
Die Vereinigten Staaten als drittbester Drittplatzierter im Achtelfinale.

### Achtelfinale
| 84.147 | Stanford Stadium (Palo Alto) | Brasilien | Vereinigte Staaten | Joël Quiniou (Frankreich) | 1:0 (0:0) | 1:0 Bebeto (72.) |

Brasilien stand gegen die Heimmannschaft der USA als Favorit unter Druck und mussten nach einem Platzverweis gegen Leonardo mehr als eine Halbzeit lang mit zehn Mann spielen. Spanien-Legionär Bebeto erzielte das Tor des Tages fünfzehn Minuten vor Abpfiff.